# Zemědělství v Číně

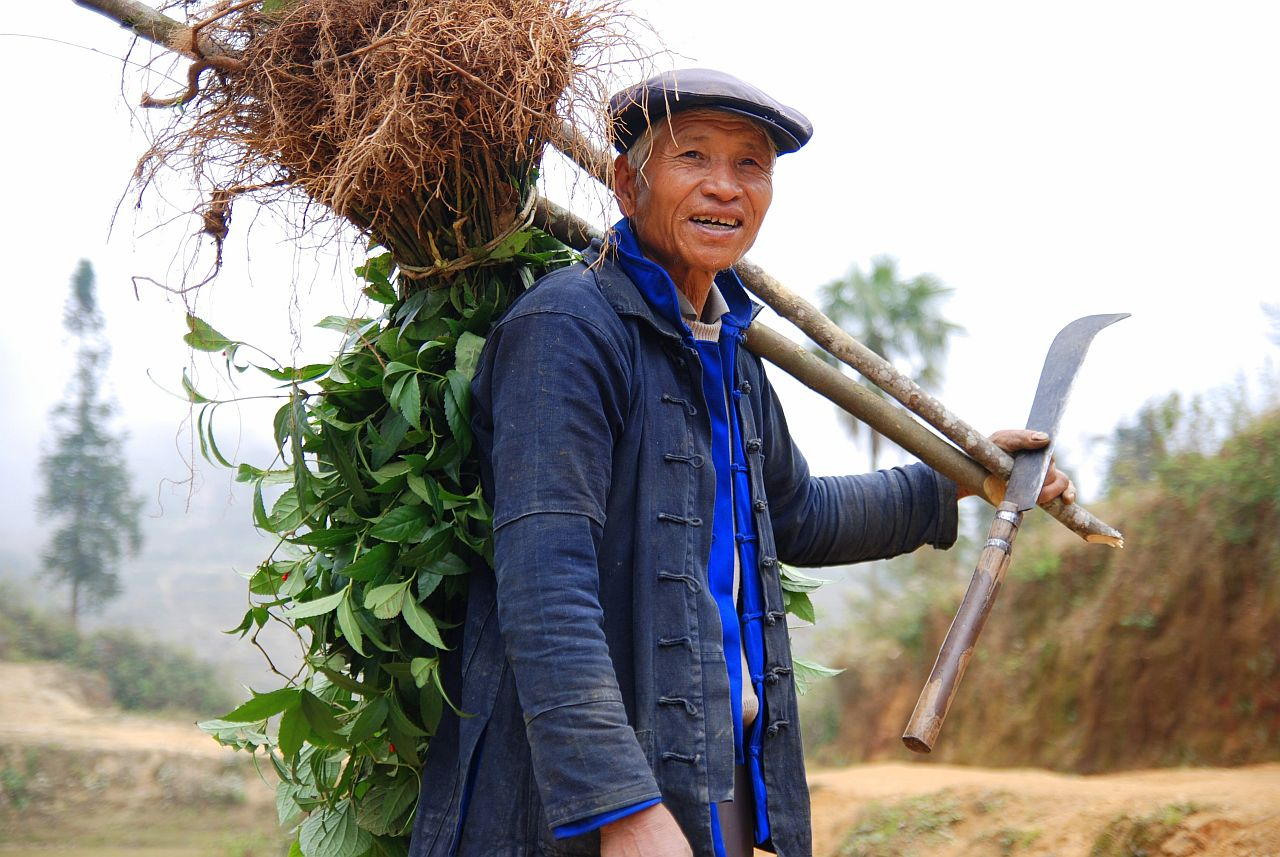
Farmář pěstující rýži v horách

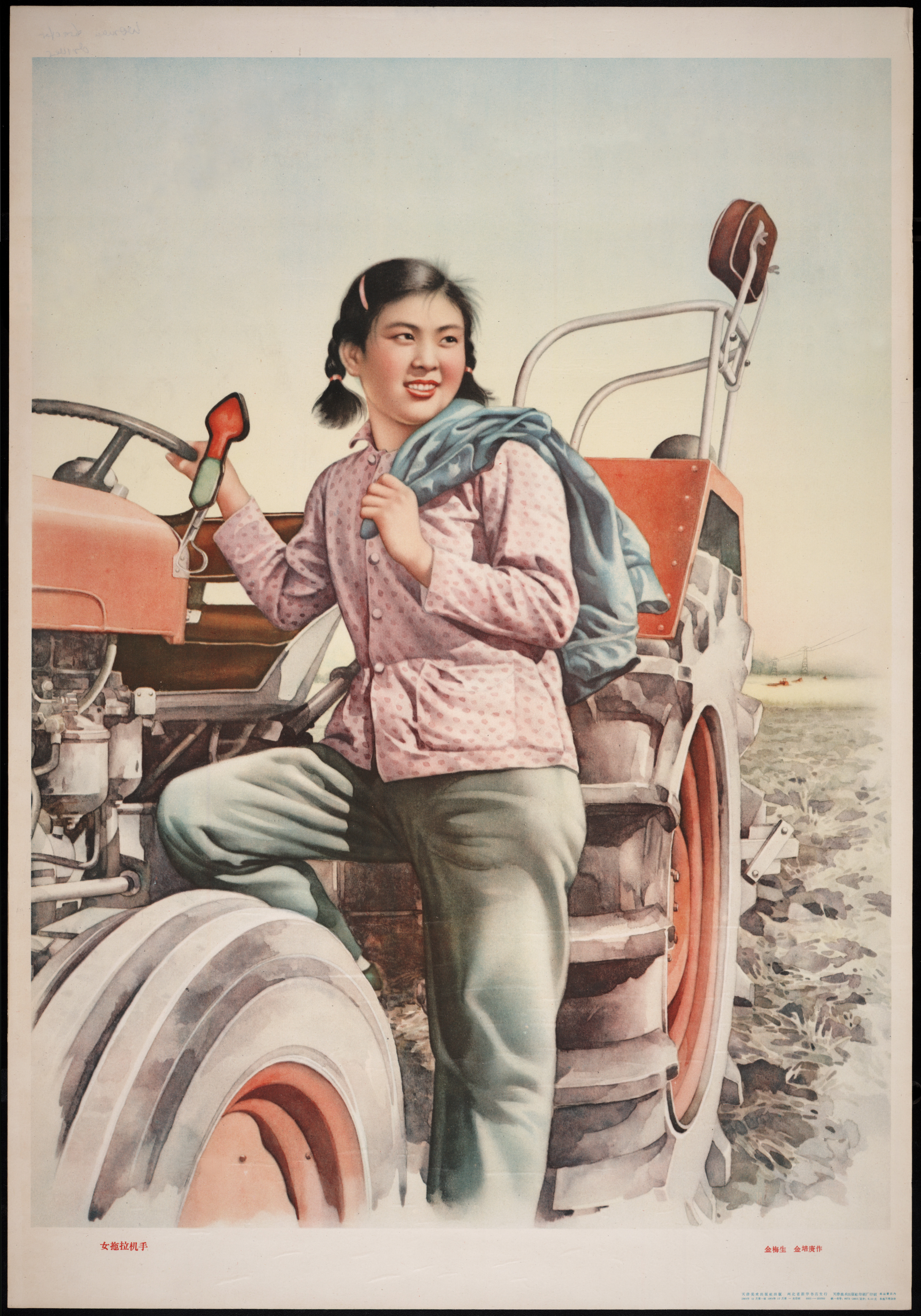
Traktoristka, plakát, 1964

Zemědělství je v Číně životně důležitým odvětvím a zaměstnává přes 300 milionů zemědělců. Čína je světově největším zemědělským producentem, především rýže, pšenice, brambor, rajčat, čiroku, arašídů, čaje, prosa, ječmene, bavlny, olejnin, kukuřice a sóji.
Čína, jako nejlidnatější země světa, je vysoce závislá na vlastní zemědělské produkci, stejně jako na té zahraniční díky stále se zvyšujícímu počtu obyvatel.

## Historie
Počátek zemědělství v Číně se tradičně datuje do doby 2737 před Kristem, kdy mytický císař Šen-nung (posmrtné jméno – „božský zemědělec“), naučil svůj lid obdělávání půdy. Naučil je také využití konopí a moruše, výrobě bavlny a hedvábí. Předtím vedli lidé kočovný život a živili se sběrem plodin.

## Současnost
Ve 21. století dochází k využívání moderních technologií v zemědělství, např. drony pro rozptýlení pesticidů. Výhodou je rychlost, která je 50–80krát vyšší, než při manuálním postřiku; navíc zemědělci nemusejí vdechovat toxické látky.

## Produkce

### Rostlinná produkce
Hlavními produkty, které se v Číně pěstují jsou rýže (dvě úrody ročně), pšenice, jutovník, cukrová třtina a další subtropické rostliny. Ty se pěstují na jihu Číny, kolem řeky Jang-c’-ťiang.
Pšenice a rýže se pěstují mezi Dlouhou řekou (Jang-c’-ťiang) a Žlutou řekou (Chuang-che). Na severu, kolem Žluté řeky, se pěstuje pšenice.

### Živočišná výroba
V roce 2009 byla Čína největším světovým producentem masa s 78,21 miliony tun, což představovalo 28 % celkové světové produkce. Z tohoto byla produkce vepřového 49,88 mil. tun, drůbežího 16,44 mil. tun, hovězího 6,43 mil. tun a skopového masa 3,87 mil. tun.
Prasata se chovají především podél středního a dolního toku řeky Jang-c’-ťiang, hovězí dobytek se nachází v centrální a severovýchodní Číně, ovce v severozápadních oblastech a v centrální a jihozápadní Číně, drůbež se chová v rozvinutých východních oblastech (pobřežní oblasti).

### Rybolov
Zatímco Evropa a Spojené státy americké mají systém ochrany jednotlivých druhů ryb, aby zajistili jejich populaci, v Asii je tomu jinak.
Čína zastává 16 % celosvětové produkce ryb, Východočínské moře je nejproduktivnější čínskou oblastí (40 % produkce Číny). Řízení rybolovu sestává z omezení lovných zařízení, sezónních uzávěrů a limitu odchytů. Rybolovné praktiky jsou do značné míry nevyvážené (asi 50 % je rybolov pomocí vlečných sítí), díky trhu prodávajícímu velkou škálu druhů, na rozdíl od jiných oblastí, je malý výmět (nechtěný živý úlovek vracený do moře).

## Ekologické zemědělství
V mnoha ohledech je stejné jako to na západě, nicméně v některých věcech se liší. Jeho vývoj v Číně začal koncem 70. let 20. století.
Je postaveno explicitněji na základech ekologické teorie na rozdíl od udržitelného zemědělství Západu. Jedním z projevů je vícevrstvá koncepce ekologického zemědělství v Číně, která zahrnuje pozornost nejen na jednotlivé produkční jednotky, ale také na komunity a regiony, v nichž jsou tyto produkční jednotky umístěny. Čína dále zdůrazňuje integraci podniků, recyklaci materiálů, zaměstnání mimo zemědělství a možnosti tvorby příjmů více, než je obecně pravda u udržitelného zemědělství na Západě. Spíše než nutně omezit používání syntetických chemických hnojiv v Číně, je rozšířeno úsilí o další rozvoj používání organických hnojiv, aby bylo možné ze zakoupených anorganických hnojiv dosáhnout maximální výhody.

## Problémy

### Eroze
Zhruba 15 % půdy v Číně trpí erozí. Historicky se nejvíce jednalo o oblasti kolem vyššího středního toku Žluté řeky a jedna třetina celkové eroze obecně podél Žluté řeky. Navzdory snahám o přerušení eroze od 50. let 20. století, tyto problémy se zintenzivnily asi o 30 %. Oblasti zahrnují okolí řeky Jang-c’-ťiang, kde se eroze zdvojnásobila od poloviny minulého století, a provincii S’-čchuan, kde se ročně ztrácí asi 110 tun půdy na hektar za rok. Díky erozi je také viditelný úbytek jezer, která akumulují sediment. V provincii Chu-pej z 1066 jezer v roce 1949 zůstalo koncem 80. let 20. století pouhých 326.

### Nedostatek půdy
S rychlým vývojem, přišel rozmach měst a potřeba stavební půdy. To způsobilo obrovský úbytek zemědělské půdy a tím pádem snížení úrody. V období od roku 1978 do roku 2005 se množství půdy snížilo z 138,39 Mha (Milionhektarů) na 122,7 Mha, což vedlo k obavám o potravinovou bezpečnost a také k opatření zavedeným v 90. letech 20. století. S nátlakem na dostatek zemědělské i stavební půdy, čínská vláda představila „Link Policy“ (politiku propojení). Ta byla uzákoněna v roce 2008
Politika propojení vyzvala k přemístění zemědělců, kteří žili v prostorných, rozptýlených a špatně osídlených osadách, do moderních, koncentrovaných komunit, zatímco jejich bývalá usedlost byla převedena na zemědělskou půdu. Místní správa by tak mohla vytvořit a převést kvóty na půdu pro městskou výstavbu, zatímco celkové množství zemědělské půdy zůstává nezměněno.
Realizace politiky propojení v zásadě zahrnuje prostorové přerozdělení zemědělské půdy a stavebního pozemku. Kvóty na půdu se vytvářejí prostřednictvím přesídlení na venkově a převádějí se na vývojáře pro městskou výstavbu. Farmářské původní usedlosti jsou kultivovány na zemědělskou půdu, aby kompenzovaly zemědělskou půdu vyvlastněnou pro novou výstavbu měst a přesídlené komunity. Celkové množství zemědělské půdy má zůstat nezměněno, zatímco pro rozvoj měst lze nabídnout více půdy. Politika propojení je hybridní politika, která kombinuje povinné pořízení půdy, proces přemístění a znovuusídlení a koncept převoditelných rozvojových práv.

### Znečištění vody
S průmyslovým vývojem v polovině 20. století se zvýšilo znečištění řek. Asi tři čtvrtiny vodního odpadu jsou průmyslového původu. Koncem 80. let 20. století bylo z 878 řek 82 % znečištěno, více než 5 % celkové délky řeky se stalo mrtvými (bez ryb), zatímco přes 20 vodních toků bylo nepoužitelných pro zemědělství. Odhaduje se, že zhruba 50 % podzemních vod ve Velké čínské nížině v severní Číně je znečištěno.

### Ničení vegetace
Hlavním důvodem vegetační destrukce je mýcení lesů a přílišné spasení pastvin. Navzdory kampani na zalesňování probíhající od 40. let 20. století se předpokládá, že se celkové pokrytí lesů v Číně snížilo z 13 % v roce 1949 na 11 % v 80. letech 20. století, tato situace vznikla prioritou krátkodobých zisků z produkce dřeva a těžby zdrojů, nežli dosažení dlouhodobé ochrany lesních zdrojů. Odhaduje se, že téměř jedna třetina čínských travních porostů je příliš spasená a půda tím pádem degenerovaná. Celková pouštní plocha v zemi se od 50. let 20. století více než zdvojnásobila. Problém je zvláště akutní v severní Číně, kde je hlášeno 3,9 milionu hektarů zemědělské půdy, 4,9 milionu hektarů pastvin a 2 000 km železnic ohroženo pohyblivým pískem. Dalším dopadem jsou také intenzivní sucha, záplavy a zvýšená eroze půdy.

### Pesticidy a hnojiva
Čína je největším spotřebitelem zemědělských chemikálií na světě; používá více než 30 % hnojiv a 9 % pesticidů z celosvětového množství. Nízká účinnost a vysoký podíl ztrát způsoben zemědělskými chemikáliemi je v Číně běžně se vyskytující, což vede k finančním ztrátám a vážnému místnímu, regionálnímu a globálnímu znečištění. V posledních letech Čínská vláda vyvinula úsilí o snížení znečištění nadužíváním zemědělských chemikálií, včetně odstranění dotací na chemická hnojiva a provádění zkoušek v půdě, ale účinky byly dosti omezené a jejich používání zemědělské chemikálie nadále zvyšují důležité zdroje živin pro rostlinnou výrobu. V souladu s nadužíváním chemického hnojiva, celkový přísun dusíku do zemědělské půdy na hektar kukuřice, pšenice a rýže v Číně je největší na světě a 1,6–1,8krát nad světovým průměrem. Navzdory nejvyšší úrovni používání zemědělské chemikálie na hektar jsou výnosy plodin v Číně střední průměr dle světových standardů.
Používání chemických hnojiv rychle rostlo s venkovskými hospodářskými reformami zahájenými v roce 1978, a do roku 1982 předčilo používání organických hnojiv. V Číně se používání hnojiv na hektar zvýšilo z 10 kg v roce 1960 na přibližně 330 kg v roce 2002, což významně přispělo k růstu produkce zrna. Rychlý nárůst používání hnojiv byl v posledních třech desetiletích klíčovým určujícím faktorem růstu zemědělské produktivity v Číně.
V důsledku hrozby ztráty plodin způsobené zamořením škůdci v 60. a 70. letech 20. století byla dostupnost pesticidů zvýšena. Na konci 80. let 20. století drobní zemědělci v Číně aplikovali pesticidy pravidelně v míře vyšší než jiné země produkující rýži v Asii.

## Potraviny

### Import
Přestože se celková produkce potravin zvýšila z 0,305 miliard tun v roce 1978 na 0,607 miliard tun v roce 2014, v Číně neexistuje žádný významný přebytek potravin a v období 2005–2014 se míra závislosti na dovozu potravin více než zdvojnásobila, zvýšila se z 6,2 na 12,9 %. Proto tempo růstu poptávky po potravinách převyšuje tempo růstu nabídky potravin.
Mezi komodity s dovozem přesahujícím 10 % domácí spotřeby patří sója, kukuřice, mléčné výrobky a hovězí maso. Vysoký dovoz mléčných výrobků a hovězího masa je do značné míry způsoben vyšším růstem poptávky s rostoucími příjmy a omezením na rozšíření pastevní produkce v Číně. Rostoucí dovoz sóji a kukuřice je vysvětlen rostoucí poptávkou po masu, a tím i poptávkou po krmivech. Na druhou stranu je pravděpodobné, že Čína bude dovážet menší množství dalších potravin, jako je pšenice, vepřové maso a skopové maso.

### Export

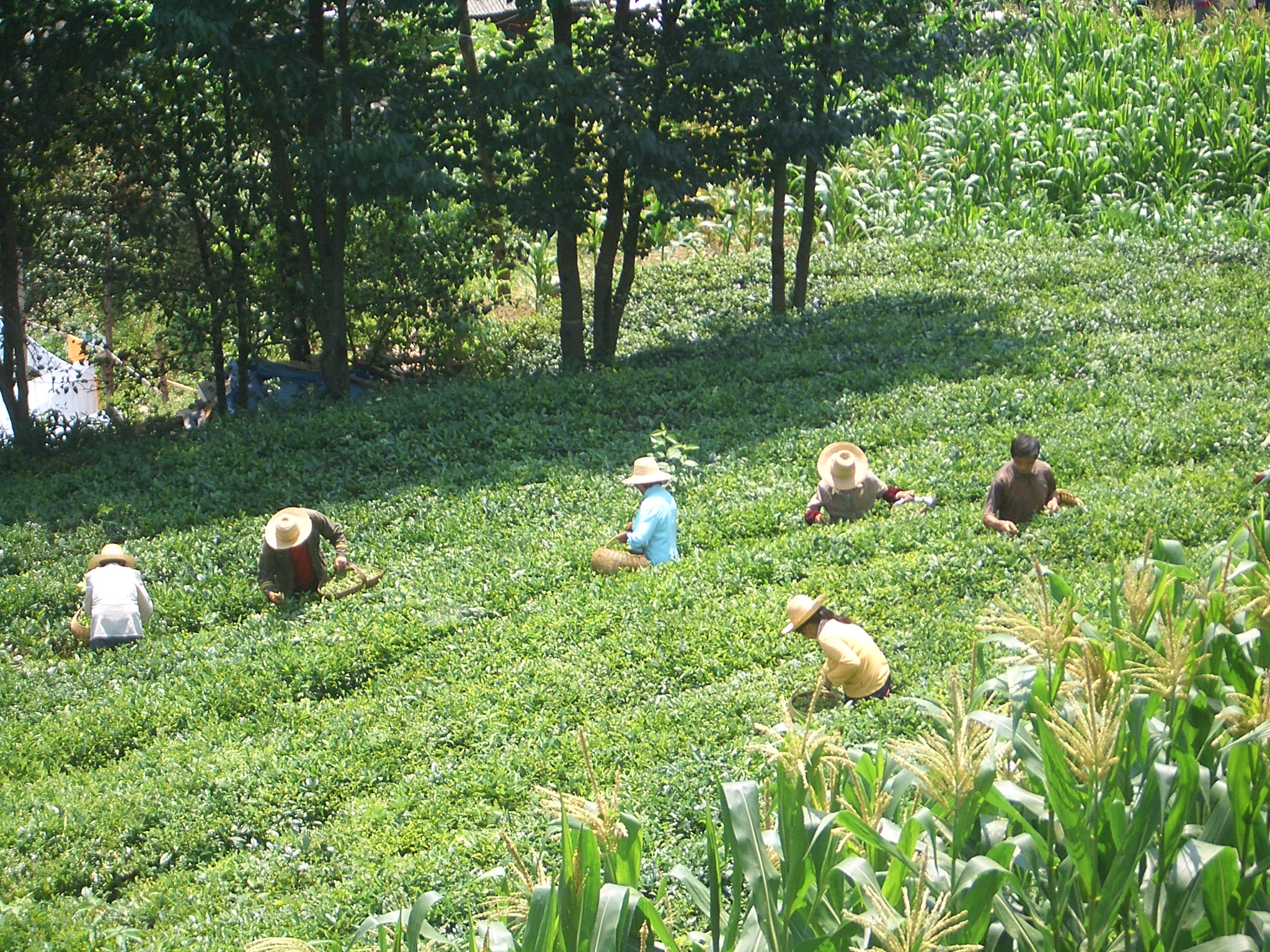
Sklizeň čaje

Čína vyváží bavlnu, čaj, rýži, zeleninu, ryby. Dvacet čtyři provincií v Číně pěstuje bavlnu a průmysl je zodpovědný za zaměstnávání asi 300 milionů lidí v zemi. Roční produkce rýže představuje téměř polovinu celkové produkce obilovin v zemi. Čína je zodpovědná za přibližně 30 % celosvětové produkce rýže. Výnosy rýže v Číně se od zavedení vědecky vyšlechtěné trpasličí rýže, která se osvědčila v chladných a nepříznivých povětrnostních podmínkách, výrazně zvýšily.

### Potravinová bezpečnost
Zajištění dostatečného množství jídla pro obyvatelstvo. Pro Čínu problém z hlediska nedostatku půdy a rostoucí populace. Vzhledem k omezeným půdním a vodním zdrojům vláda v posledních letech přizpůsobila svou národní prioritu zajišťování potravin, zaměřením se na potravinářská zrna (rýže a pšenice).

### Bezpečnost potravin
Stará se o to, aby potraviny, nebyly zdravotně závadné.
Čínský přístup k vývozu potravin zdůrazňuje vytvoření uzavřených dodavatelských řetězců omezených na elitní exportně orientované společnosti a farmy, které mohou prokázat, že zavedly odpovídající bezpečnostní kontroly a mají vysoké hygienické standardy, kvalifikovaný personál a kontrolu surovin pro zajištění bezpečnosti jejich produktů.
Vývozci většiny potravinářských produktů musí nakupovat zemědělské suroviny z registrované „výrobní základny“ – farma ovládaná společností přímo nebo pevná skupina dodavatelů zemědělských podniků, kteří dodávají společnosti suroviny. S cílem usnadnit funkci „zpětného sledování“.

### GMOpotraviny
Chudí zemědělci v Číně pěstují větší plochu geneticky modifikovaných plodin než drobní zemědělci v jakékoli jiné rozvojové zemi. Čínští spotřebitelé mají vyšší akceptovatelnost a ochotu nakoupit geneticky modifikované potraviny než obyvatelé jiných zemí.
Přijetí geneticky modifikovaných potravin a tržních plodin může zvýšit bezpečnost potravin a současně snížit používání pesticidů. Například GM bavlna vyžaduje mnohem méně pesticidů a má jen malý dopad na výnosy.